# Mladenka bere
Mladenka bere ali Bralka (francosko: La Liseuse) je oljna slika iz 18. stoletja Jean-Honoréja Fragonarda.

## Zgodovina
Jean-Honoré Fragonard je imel obsežno kariero. Začela se je predvsem, ko je Fragonard leta 1753 osvojil Prix de Rome s sliko z naslovom Jeroboam žrtvuje zlatega teleta.  Honoré je kmalu po vzponu svoje kariere postal vidno ime znotraj umetniškega gibanja rokoko, ki je bilo napolnjeno s svetlimi barvami, asimetričnimi dizajni in ukrivljenimi naravnimi oblikami. Rokoko slog se je pojavil v Parizu v 18. stoletju, natančneje v času vladavine Ludvika XV. To je bilo posledica dejstva, da je v tem času francoski višji razred doživel novo socialno in intelektualno svobodo. Kot je dejala Petra ten-Doesschate Chu, so se »Aristokrati in bogati meščanki osredotočili na igro in užitek. Milost in duhovitost sta bili cenjeni v socialnih interakcijah. Nova intelektualna radovednost je vzbudila zdravo skeptičnost do dobro iztrošenih resnic«.Fragonarda so najbolj privlačila igrivo življenje in ljubezni aristokratske mladine njegovega časa.
Sliko je leta 1961 kupila Nacionalna umetniška galerija v Washingtonu, D. C., s sredstvi, ki jih je po smrti očeta donirala Ailsa Mellon Bruce, hči Andrewa W. Mellona . Alisa Mellon Bruce je bila znana socialistka na Manhattnu in je v umetnostnem svetu pridobila priznanje za številne velikodušne donacije, ki jih je namenila številnim muzejem in umetniškim programom.

## Slika
Na sliki je neznano dekle v limonino rumeni obleki z belim ovratnikom in manšetami ter vijoličnimi trakovi. Lik je prikazan v profilu, bere iz majhne knjige, ki jo drži v desni roki, z levo roko ima naslonjeno na lesenem naslonjalu in hrbtom, sedi, podprta z veliko lila blazino, naslonjeno ob steno. Njeni lasje so povezani v chignon z vijoličnim trakom, njen obraz in obleka pa sta osvetljeni od spredaj, kar meče senco na steno za njo. Fragonard posveča veliko pozornosti obrazu, na obleki in blazini uporablja ohlapnejše čopiče, ovratnik pa je bil s koncem čopiča vrisan v barvo. Vodoravna črta naslonjala za roke in navpična črta med dvema stenama ne dajeta občutka prostora in strukture.
Ženska figura v Mladenka bere naj bi predstavljala naravno bistvo ženskosti. Za začetek temna stena v ozadju pomaga uokviriti in poudariti žensko obliko osebe. Fragonard potegne figo las navzgor s trakom in izpostavi več njenega vratu, poleg tega pa ji na dnu vratu postavi ovratnik, ki oba pomagata podaljšati žensko obliko. Fragonard naredi obraz ženskega subjekta rožnat, kar sliki doda bolj slikovit in občutljiv občutek.
Besedilo knjige ni berljivo in na vsebino ni namigovanja.
V sliki Mladenka bere barva pomaga prenesti čustva in razpoloženje. Fragonard je uporabil tipično barvno shemo za rokoko, ki je bila sestavljena iz mehkih, nežnih barv in zlatih odtenkov. Vzglavnik vijoličnega odtenka, temnejše tonirane stene in naslonjalo za roke ter ženska koža rožnato tonirana in svetlo rumena obleka pomagajo ustvariti privid topline in veselja ter občutka čutnosti. Fragonardova odločitev, da v središče postavi najsvetlejšo barvo, je bila pametna, saj pomaga potegniti celotno kompozicijo in hkrati pritegne pogled gledalca takoj v žensko obliko. Formalni element forme, še posebej v tem delu, pomaga gledalčevemu očesu slediti sliki. Razmerje med temnim ozadjem (stena) in svetlim sprednjim delom (ženska) ali močnim kontrastom pomagata gledalcu, da se osredini na krivuljah in obrisih ženske oblike. Tekstura je ustvarjena s Fragonardovim ohlapnim, a energičnim čopičem. Tekstura pomaga poudariti vložke v obleki ženskega subjekta, kar nas vrne k jasnemu fokusu, ki ga je Fragonard želel postaviti na žensko obliko. Tudi tekstura pomaga ustvariti globino in se med različnimi plastmi slike razlikuje. Na primer, stene, obleka in naslon za roke imajo različne teksture, ustvarjene z različnimi slogi čopičev .
Delo je bolj žanrsko slikanje vsakdanjega prizora kot portret, ime modela ni znano. Rentgenska fotografija je razkrila, da je na platnu, ki ga je Fragonard naslikal prvotno, drugačna glava, ki gleda proti gledalcu . Gre za eno v nizu hitro izvedenih Fragonardovih slik, v katerih so prikazana mlada dekleta, znana kot figure de fantaisie .
Slika ni bila končano akademsko delo in je verjetno šla skozi roke več zbirateljev in trgovcev v Franciji. Bila je v lasti kirurga Théodoreja Tuffierja, v ZDA pa je prišla pred letom 1930, ko je bil v zbirki Alfreda W. Ericksona v New Yorku, ustanovitelja oglaševalske agencije McCann Erickson. Leta 1936 jo je podedovala njegova žena Anna Edith McCann Erickson, po smrti leta 1961 pa jo je kupila Nacionalna umetniška galerija.